# Bomba (enginyeria)

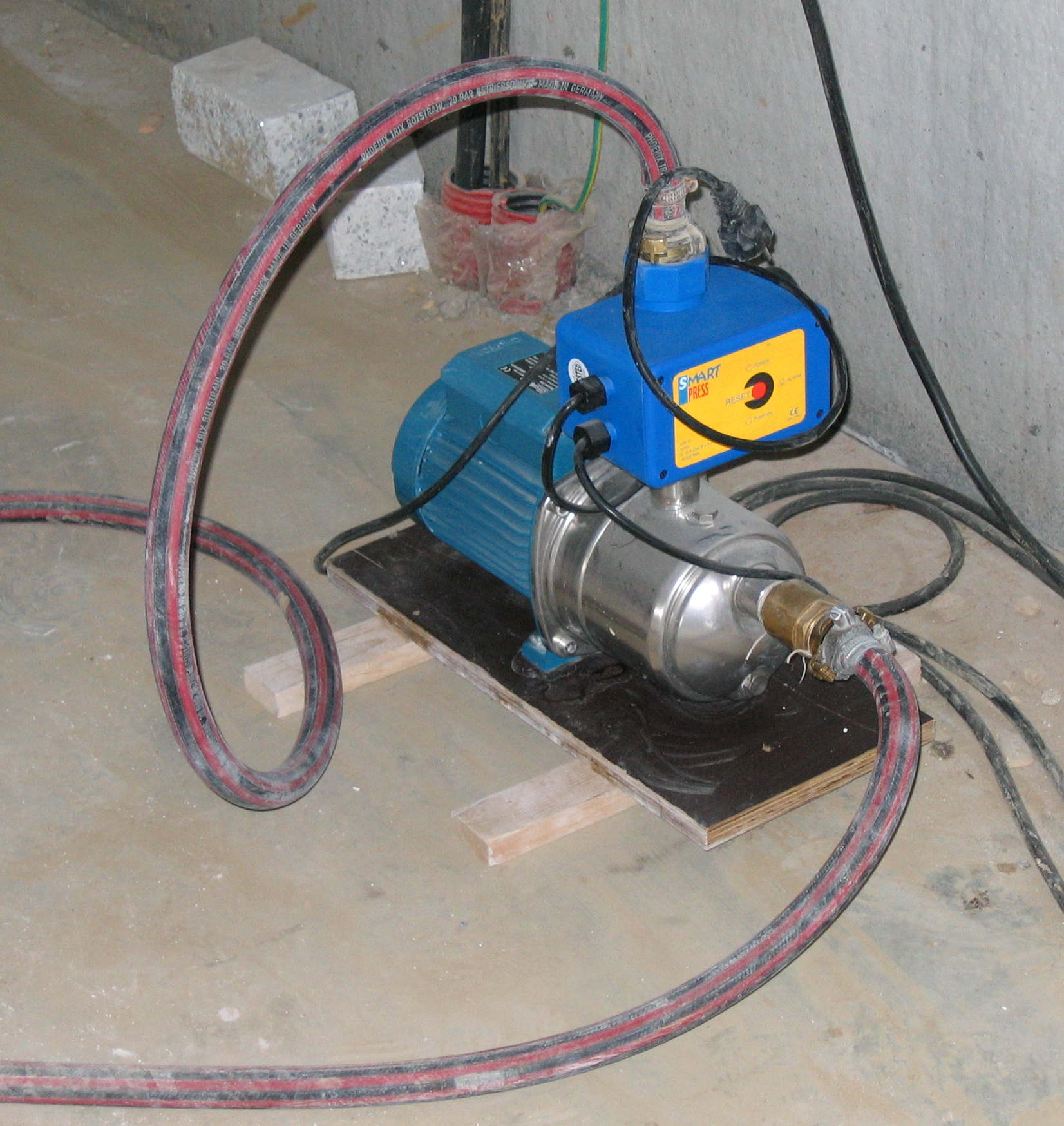
Una bomba elèctrica menuda

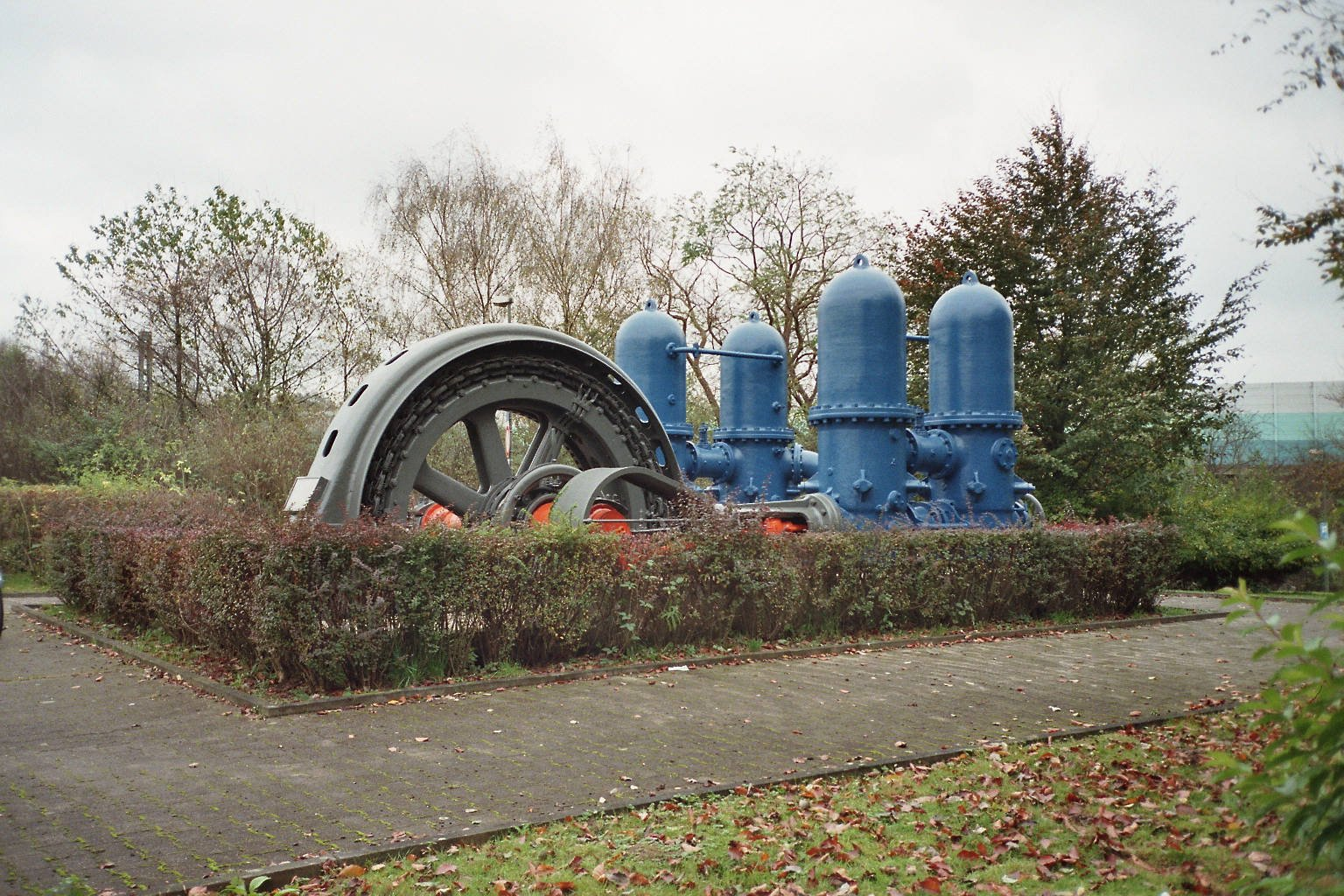
Una electrobomba per a xarxa d'abastiment d'aigua

Una bomba, en enginyeria i hidrodinàmica, és un aparell usat per moure gasos, líquids o altres fluids secs» com ara pols, sorra, grans…). Una bomba és una màquina hidràulica generadora que transforma l'energia (generalment energia mecànica) amb la que s'acciona en energia hidràulica del fluid incompressible que mou.
Una bomba mou líquids o gasos de baixa pressió a alta pressió i supera la diferència de pressió mitjançant l'addició de treball físic al sistema. A una bomba de gas se l'anomena compressor de gas encara que aleshores no es tracta de la ciència hidràulica sinó de la pneumàtica. El més antic sistema de bomba és el cargol d'Arquimedes usat ja per Senaquerib rei d'Assíria en el segle VII abans de Crist. Les bombes treballen usant forces mecàniques per impulsar la matèria ja sigui per elevació física o per la força de la compressió.
El fluid incompressible pot ser gas líquid o una mescla de líquids i sòlids com pot ser el formigó abans d'endurir-se o la pasta de paper. En incrementar-se l'energia del fluid, s'augmenta la seva pressió, la seva velocitat o la seva alçada totes les quals estan relacionades seguint el principi de Bernoulli. En general una bomba s'utilitza per a incrementar la pressió d'un líquid afegint energia al sistema hidràulic per a moure el fluid d'una zona de menor pressió o altitud a una altra de major pressió o altitud.

## Tipus de bombes

### Segons el principi de funcionament
La principal classificació de les bombes es realitza atenent al principi de funcionament en el que es basen:
Bombes de desplaçament positiu o volumètriques, en les que el principi de funcionament està basat en la hidroestàtica, de manera que l'augment de pressió es realitza per l'empenta de les parets de les cambres que varien el seu volum. En aquest tipus de bombes, en cada cicle l'òrgan propulsor genera de manera positiva un volum donat o cilindrada, per la qual cosa també s'anomenen bombes volumètriques. En cas de poder variar el volum màxim de la cilindrada es parla de bombes de volum variable. Si aquest volum no es pot variar, aleshores hom diu que la bomba és de volum fix.
A més a més aquests tipus de bombes poden subdividir-se en
- Bombes d'èmbol alternatiu, en les que hi ha un o diversos compartiments fixes, però de volum variable, per l'acció d'un èmbol o d'una membrana. En aquestes màquines el moviment del fluid és discontinu i els processos de càrrega i descàrrega es fan per vàlvules que obren i tanquen alternativament. Alguns exemples d'aquest tipus de bombes són la bomba alternativa de pistó, la bomba rotativa de pistons i la bomba pistons d'accionament axial.
- Bombes volumètriques rotatives o rotoestàtiques, en les quals una massa fluida és confinada en un o diversos compartiments que es desplacen des de la zona d'entrada (de baixa pressió) fins a la zona de sortida (d'alta pressió) de la màquina. Alguns exemples d'aquest tipus de màquines són la bomba de paletes, la bomba de lòbuls, la bomba d'engranatges, la bomba de cargol o la bomba peristàltica.
- Bombes rotodinàmiques, en les què el principi de funcionament és basat en l'intercanvi de quantitat de moviment entre la màquina i el fluid, aplicant la hidrodinàmica. En aquest tipus de bombes hi ha un o diversos rodets que giren generant un camp de pressions en el fluid. En aquest tipus de màquines el flux del fluid és continu.

Aquestes turbomàquines hidràuliques generadores es poden classificar en:
- Radials o centrífugues, quan el moviment del fluid segueix una trajectòria perpendicular a l'eix del rodet impulsor.
- Axials, quan el fluid passa pels canals dels rodets seguint una trajectòria continguda en un cilindre.
- Diagonals o helicocentrífugues quan la trajectòria del fluid es realitza en una altra direcció entre les anteriors, és a dir en un conus axial amb l'eix del rodet.

### Segons el tipus d'accionament
- Electrobombes. Genèricament, són aquelles accionades per un motor elèctric, per a distingir-les de les motobombes, habitualment accionades per motors d'explosió
- Bombes pneumàtiques que són bombes de desplaçament positiu en les que l'energia d'entrada és neumàtica, normalment a partir d'aire comprimit.
- Bombes d'accionament hidràulic, com la bomba d'ariet o la sínia.
- Bombes manuals. Un tipus de bomba manual és la bomba de balancí.

## Bomba d'èmbol aspirant

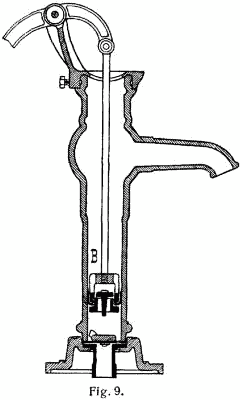
Bomba aspirant de èmbol alternatiu.

En una "bomba aspirant", un cilindre que conté un pistó mòbil està connectat amb el subministrament d'aigua mitjançant un tub. Una vàlvula bloqueja l'entrada del tub al cilindre. La vàlvula és com una porta amb frontisses que només s'obre cap amunt, deixant pujar però no baixar l'aigua. Dins del pistó, hi ha una segona vàlvula que funciona en la mateixa forma. Quan s'acciona la palanca, el pistó puja. Això augmenta el volum existent sota del pistó, i, per tant, la pressió disminueix. La pressió de l'aire normal que actua sobre la superfície de l'aigua, del pou, fa pujar el líquid pel tub, franquejant la vàlvula-que s'obre- i la fa entrar en el cilindre. Quan el pistó baixa, es tanca la primera vàlvula, i s'obre la segona, que permet que l'aigua passi a la part superior del pistó i ocupi el cilindre que està sobre d'aquest. El cop següent cap amunt fa pujar l'aigua i al mateix temps aconsegueix que entri més aigua al cilindre, per sota del pistó. L'acció continua mentre el pistó puja i baixa.
Una bomba aspirant és d'acció limitada, en certs sentits. No pot proporcionar un raig continu de líquid ni fer pujar l'aigua a través d'una distància de més de 10 metres entre la superfície del pou i la vàlvula inferior donat que la pressió normal de l'aire només pot actuar amb prou força per a mantenir una columna d'aigua a aquesta alçada. Una bomba impel·lent venç aquests obstacles.

### Bomba de Sevilla
Un tipus de bomba aspirant que pot elevar aigua a més de deu metres és el de la bomba de Sevilla, descoberta accidentalment, que fou citada i comentada en obres estrangeres. Aquesta bomba eleva una barreja d'aire i aigua. Es tractaria del cas invers de la trompa d'aigua.

## Bomba d'èmbol impel·lent

Bomba impel·lent d'èmbol alternatiu.

La bomba impel·lent consisteix en un cilindre, un pistó i una canonada que baixa fins al dipòsit d'aigua. Així mateix, té una vàlvula que deixa entrar l'aigua al cilindre, però no tornar. No hi ha vàlvula en el pistó, que és completament sòlid. Des de l'extrem inferior del cilindre surt un segon tub que arriba fins a una cambra d'aire. L'entrada a aquesta cambra és bloquejada per una vàlvula que deixa entrar l'aigua, però no sortir. Des de l'extrem inferior de la cambra d'aire, una altra canonada porta l'aigua a un dipòsit de les golfes o a una mànega de succió.

## Encebat de bombes rotodinàmiques
Per a el correcte funcionament de les bombes rotodinàmiques es necessita que estiguin plenes de fluid incompressible, és a dir, de líquid, donat que en el cas d'estar plenes de fluid compressible (qualsevol gas com l'aire) no funcionarienn correctament.
L'encebat de la bomba consisteix a omplir de líquid la canonada d'aspiració succió i la carcassa de la bomba, per a facilitar la succió del líquid, evitant que quedin bosses d'aire en l'interior. En ser necessària aquesta operació en les bombes rotodinàmiques, es diu que no tenen capacitat autoencebant. Tanmateix, les bombes de desplaçament positiu són autoencebants, és a dir, encara que estiguin plenes d'aire són capaces d'omplir de fluid el circuit d'aspiració.
L'altura d'elevació {\displaystyle H} que proporciona la bomba és sempre la mateixa i respon a la següent fórmula:
{\displaystyle H={P_{I}-P_{A} \over \rho g}}
on {\displaystyle P_{I}} és la pressió d'impulsió, {\displaystyle P_{A}} és la pressió d'aspiració, {\displaystyle \rho } és la densitat del fluid i {\displaystyle g} l'acceleració de la gravetat.
Mostrant la diferència de pressions queda:
{\displaystyle (P_{I}-P_{A})={\rho \ g\ H}}
D'aquesta fórmula es pot observar que la diferència de pressions que aconsegueix la bomba entre la impulsió i l'aspiració és més gran com més gran sigui la densitat del fluid a moure.
De tal forma que per al cas de l'aigua es té:
{\displaystyle (P_{I}-P_{A})_{aire}={\rho _{aire}\ g\ H}=1,29\cdot 9,81\cdot H}
{\displaystyle (P_{I}-P_{A})_{aigua}={\rho _{aigua}\ g\ H}=1000\cdot 9,81\cdot H}
Amb el que:
{\displaystyle {(P_{I}-P_{A})_{aire} \over (P_{I}-P_{A})_{aigua}}={\rho _{aire} \over \rho _{aigua}}={1,29 \over 1000}=0,00129}
És a dir, si la bomba està plena d'aire la pressió d'aspiració es de 0,00129 vegades la que aconseguiria tal bomba si estès plena d'aigua, és a dir si estès encebada. Per la qual cosa si la bomba està buida l'altura que s'alça l'aigua en el circuit d'aspiració sobre el nivell de l'aigua en el dipòsit és mínima i totalment insuficient perquè l'aigua arribi a la bomba.
D'altra banda el funcionament d'una bomba centrífuga en el buit pot espatllar el segellat de la bomba per motiu d'una deficient refrigeració, ja que no circula fluid pel seu interior que ajuda a millorar la dissipació de la calor produïda per la bomba.

## Segellat de les bombes
Les bombes necessiten segellats hidràulics per a impedir que els fluids que estan essent impulsats surtin a l'exterior de la màquina a través de la via de transmissió de moviment des del motor als interns mòbils de la bomba.

## Casos particulars
Alguns tipus de bombes són d'ús habitual. Altres bombes són poc conegudes però tenen, o han tingut, un paper rellevant. L'esment d'alguns exemples concrets hauria de permetre una millor comprensió del tema.
|  | La imatge mostra una bomba de sentina del vaixell Vasa, naufragat el 1628 (vegeu les peces velles de fusta, amb la palanca d'accionament inclinada). Es tracta d'una bomba volumètrica de pistó, del tipus aspirant. |

|  | Una xeringa funciona com una bomba d'èmbol. Aspirant el líquid des de l'ampolleta i injectant-lo amb una agulla hipodèrmica incorporada. |

|  | En les calderes de les màquines de vapor, el nivell d'aigua disminueix a l'anar consumint-se el vapor per a accionar el pistó. Es necessita algun dispositiu per a forçar a l'aigua a entrar en la caldera vencent la pressió que regna en el seu interior. Les primeres locomotores van utilitzar bombes accionades pels moviments dels pistons; més avant es van emprar injectors de vapor i algunes màquines usen turbo bombes. El més habitual era disposar dos sistemes independents per a subministrar aigua a la caldera. Un tub vertical de vidre, l'indicador de nivell, mostrava el nivell d'aigua de la caldera. |

|  | Els motors dièsel disposen d'una bomba injectora de combustible. La figura mostra una bomba mecànica de 6 injectors segons el sistema Bosch. Aquest sistema permet injectar el combustible a alta pressió i, al mateix temps, regular la quantitat de combustible injectada. |

|  | Una bomba d'ariet o ariet hidràulic és una bomba cíclica que utilitza l'energia cinètica d'un cop d'ariet en un fluid per a pujar una part d'aquest fluid a un nivell superior. No necessita per tant aportar una altra energia externa. Tal cosa i la seva senzillesa fa que només s'utilitzi en llocs rurals allunyats o pobres on no hi ha energia elèctrica o motors d'un altre tipus. |

|  | Una manxa de bicicleta és un tipus de bomba d'aire de desplaçament positiu dissenyat específicament per a inflar pneumàtics de bicicleta. En la seva forma més bàsica, una manxa de bicicleta funciona mitjançant un pistó manual. Durant la cursa ascendent, el pistó aspira aire a través d'una vàlvula antiretorn (d'un sòl sentit) des de l'exterior de la manxa. Durant la cursa descendent, el pistó comprimeix l'aire de la manxa cap al pneumàtic de la bicicleta. |

|  | El convertidor de parell hidrodinàmic és una transmissió hidrodinàmica addicional al canvi automàtic. Constitueix l'element d'entrada del canvi automàtic. El principi del convertidor de parell el va aplicar per primera vegada Hermann Föttinger, l'any 1905, en la construcció naval. Per aquesta raó, el convertidor de parell es designa sovint com convertidor Föttinger. La figura representa la secció d'un convertidor de parell. A representa el rodet de la bomba. B és l'estator. C la turbina. D és l'arbre d'entrada, connectat al motor. E és l'arbre de sortida, connectat a la caixa de velocitats. |

|  | L'efecte de bombament de la saba provoca el moviment de l'aigua des de les arrels més fondes fins a les fulles més altes de la capçada. Cada deu metres de columna d'aigua suposen una pressió de 1 bar, aproximadament. Alguns experts parlen d'una "bomba de transpiració". |